# Porn Groove 2004/2009
Porn Groove 2004/2009 è la prima raccolta del cantante italiano Immanuel Casto, pubblicata il 9 dicembre 2011 dalla JLe Management.

## Descrizione
Pubblicato esclusivamente per il download digitale, Porn Groove 2004/2009 contiene una raccolta dei brani pubblicati dal cantante tra il 2004 e il 2009, con l'aggiunta di due remix.
L'album è rimasto in commercio sulle piattaforme digitali fino alla scadenza del contratto di distribuzione con la Pirames International.

## Tracce
Testi di Manuel Cuni, musiche di Stefano "Keen" Maggiore.
1. Anal Beat – 3:58
2. 50 bocca/100 amore – 3:58
3. Bondage – 5:00
4. Coiti nel buio (Dark Room) – 4:48
5. Io la do – 3:30
6. Il tempo degli abusi (feat. Kubrick) – 4:44
7. Gocce di piacere – 5:02
8. Bukkake – 3:22
9. Che bella la cappella – 2:54
10. Brivido saffico – 3:20
11. Fellatio... Che passione! – 3:40
12. I Love Bears (Il bosco degli orsetti) – 2:56
13. Il coraggio dell'analità – 4:00
14. Fist Fucking – 3:50
15. Anal Beat (Pride Keen Remix) – 5:34
16. 50 bocca/100 amore (Rock Keen Remix) – 4:00